# Wolfgang Brinkmann
Wolfgang Brinkmann (Bielefeld, 23 de mayo de 1950) es un jinete de la RFA que compitió en la modalidad de salto ecuestre.
Participó en los Juegos Olímpicos de Seúl 1988, obteniendo una medalla de oro en la prueba por equipos (junto con Ludger Beerbaum, Dirk Hafemeister y Franke Sloothaak).

## Palmarés internacional
| Juegos Olímpicos | Juegos Olímpicos     | Juegos Olímpicos | Juegos Olímpicos |
| Año              | Lugar                | Medalla          | Categoría        |
| ---------------- | -------------------- | ---------------- | ---------------- |
| 1988             | Seúl (Corea del Sur) | Medalla de oro   | Por equipos      |